# Estación Kamiyashiro
La estación Kamiyashiro (上社駅 Kamiyashiro-eki?) de la Línea Higashiyama, es operada por el Buró de transporte de la ciudad de Nagoya, y está identificada como H-20. Se encuentra ubicada en el barrio de Kamiyashiro, Meitō, en la ciudad de Nagoya, prefectura de Aichi, Japón. La estación abrió el 10 de diciembre de 1970. 
Presenta una tipología de andenes laterales, y cuenta con 4 accesos, como así también escaleras mecánicas.

## Otros medios
- Bus de Nagoya
  - Líneas: 1, 11 y 12.

## Sitios de interés
- Oficina municipal de Meitō.
  - Centro de Salud de Meitō.
- Comisaría de Meitō.
- Autopista Nagoya-Daini-Kanjo.
- Oficina de correos de Meitō.
- Castillo Kamiyashiro

## Imágenes

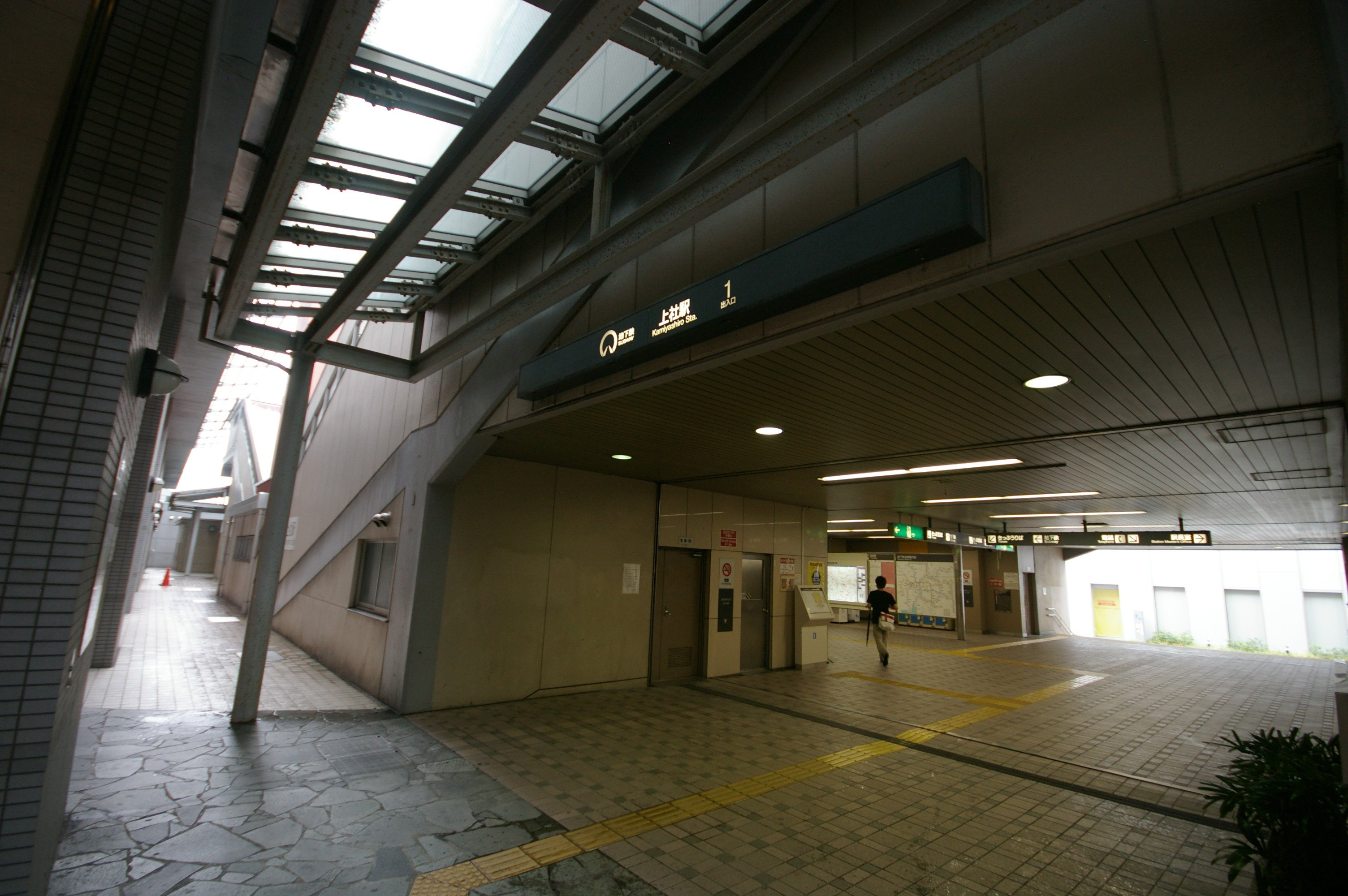
Acceso N° 1.
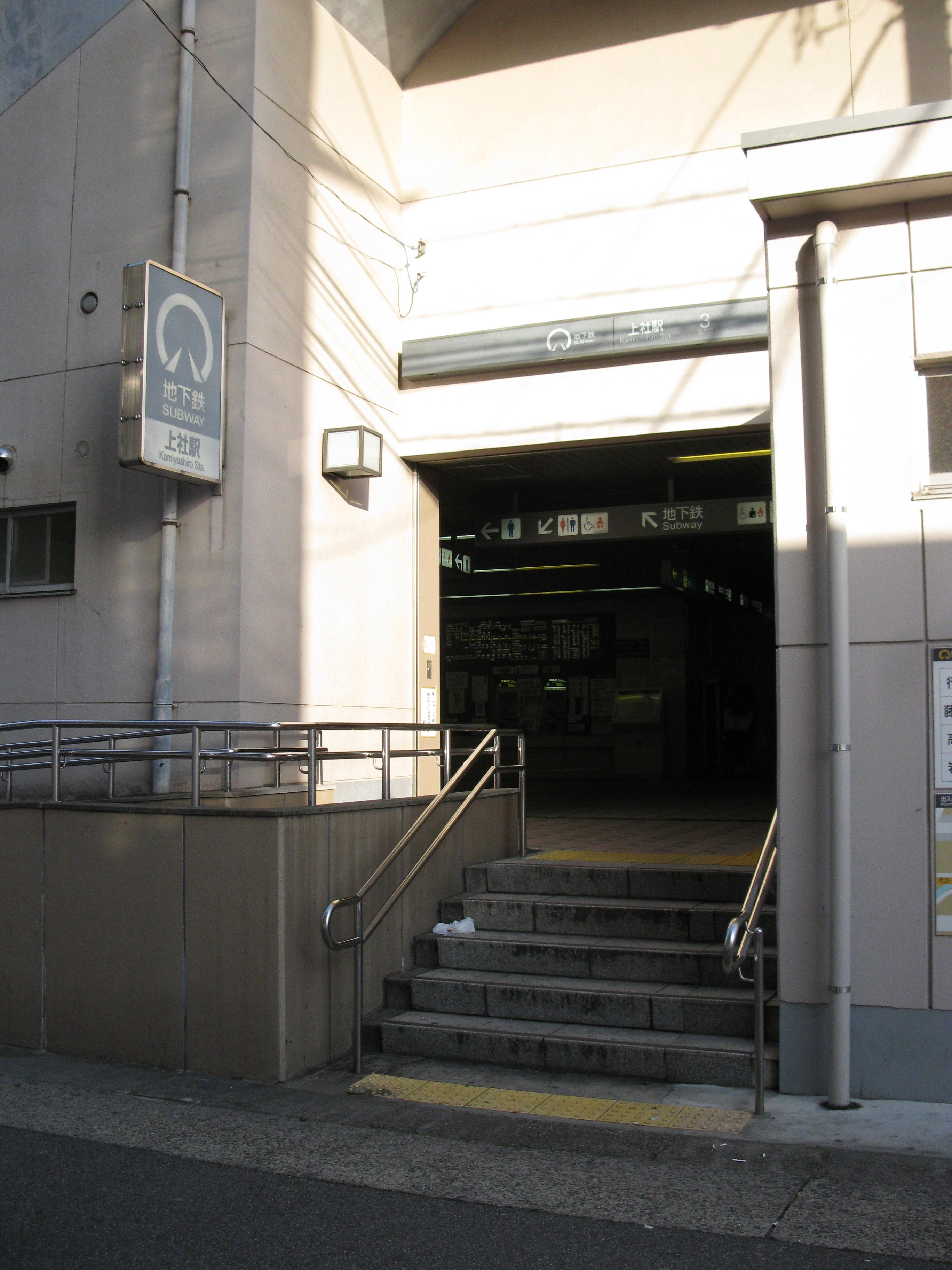
Acceso N° 3.
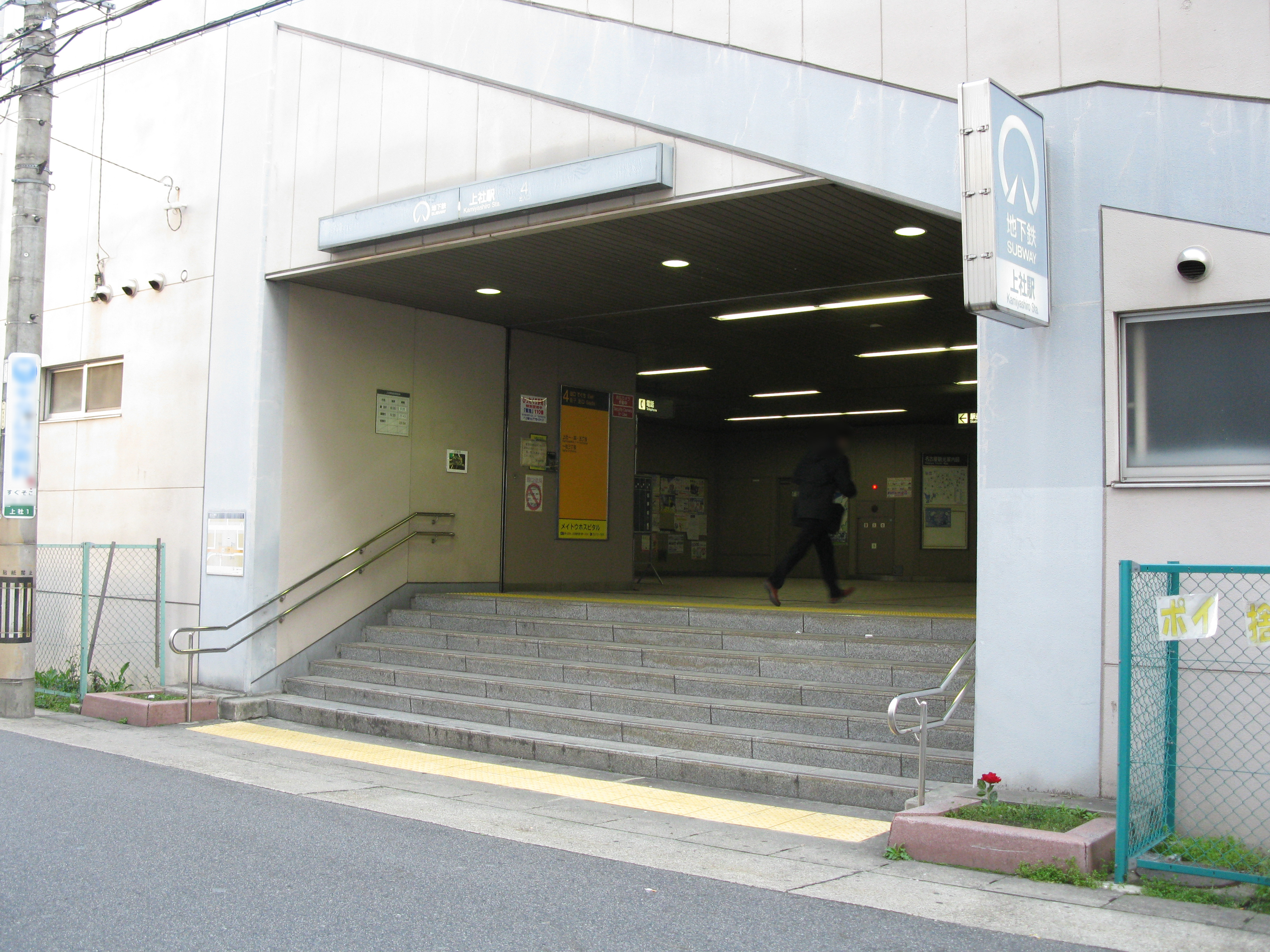
Acceso N° 4.